# Cartografia de Dione

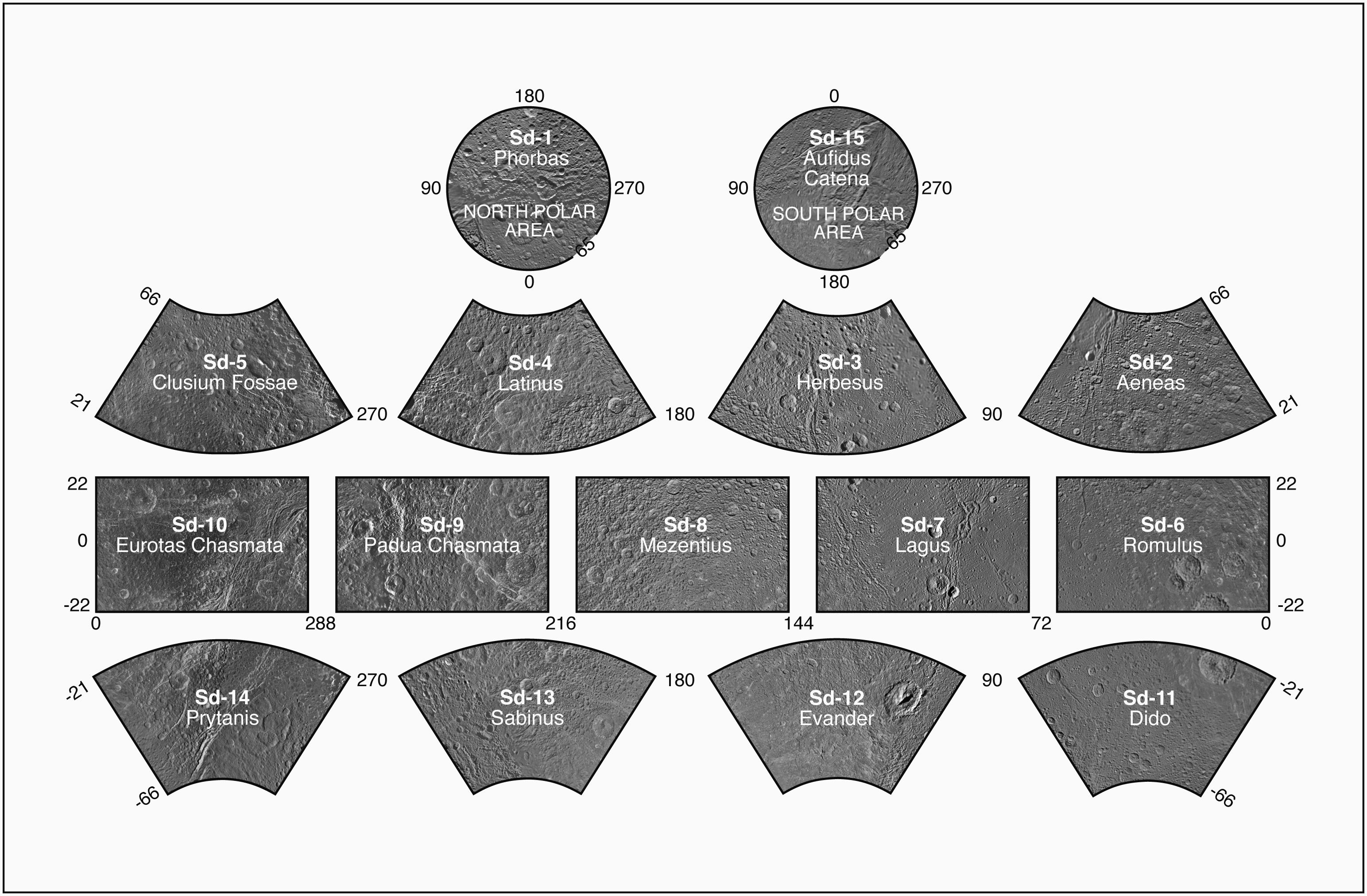
Els quadrangles de Dione

Per la cartografia de Dione, la Unió Astronòmica Internacional (UAI) ha dividit convencionalment la superfície de Dione d'acord amb un reticulat, adaptat a una representació a escala 1 : 1.000.000, que defineix 15 quadrangles, designats de Sd-01 a Sd-15 (Sd és l'acrònim de Saturn i Dione).
La cartografia és el resultat del processament de les imatges detallades de Dione obtingudes durant els sobrevols propers fets per la sonda Cassini. Es va produir una primera versió en 2008 que va incloure àmplies zones de baixa resolució, especialment a la zona de l'Àrtida. Després de l'adquisició de noves imatges es va preparar la nova versió de la cartografia actualment en ús.
Als quadrangles s'han assignat un codi de tipus Sd-n, on Sd significa Saturn i Dione i n s'assigna seqüencialment al quadrangle dins del reticulat. La numeració dels quadrangles es porta a terme de nord a sud i d'est a oest. Els quadrangles circumpolars (Sd-01 i Sd-15) tenen de forma circular. A cada quadrangle se li ha assignat un nom pres d'un element topogràfic del relleu que es troba dins del quadrangle.
El radi mitjà utilitzat per a la projecció dels mapes de Dione és de 562,53 km. Les mides dels quadrangles difereixen en el nombre de graus de longitud i latitud coberts. També, al llarg dels límits latitudinals dels quadrangles se superposen en 1 grau.
S'ha definit un total de cinc bandes de quadrangles: 
- La primera, que es troba a l'equador, s'estén entre els 22° S i 22° N, i es divideix en cinc quadrangles de 72° de longitud cadascun.
- La segona i la tercera part s'estenen entre els 21° N/S i 66° N/S, i es divideixen en quatre quadrangles de 90° de longitud cadascun. Per totes aquestes bandes s'adopta com un meridià convencional per a l'inici de la subdivisió del quadrangle en quin lloc de 0° E.
- Cadascuna de les altres bandes, que s'estenen a més de 65° N/S, consisteixen en un únic quadrangle circumpolar

## Esquema del conjunt
Relació entre tots els quadrangles amb la superfície de Dione:
| Phorbas Aeneas Herbesus Latinus Clusium Romulus Lagus Mezentius Padua Eurotas Dido Evander Sabinus Prytanis Aufidus |

## Detall dels quadrangles
| Nom              | Codi  | Latitud       | Longitud      | Epònim           | Mapa actual |
| ---------------- | ----- | ------------- | ------------- | ---------------- | ----------- |
| Phorbas          | Sd-01 | 65º - 90° N   | 0° - 360° W   | Cràter Phorbas   | Sd-01 PDF   |
| Aeneas           | Sd-02 | 21º - 66° N   | 0° - 90° W    | Cràter Aeneas    | Sd-02 PDF   |
| Herbesus         | Sd-03 | 21º - 66° N   | 90° - 180° W  | Cràter Herbesus  | Sd-03 PDF   |
| Latinus          | Sd-04 | 21 - 66° N    | 180 - 270° W  | Cràter Latinus   | Sd-04 PDF   |
| Clusium Fossae   | Sd-05 | 21º - 66° N   | 270° - 360° W | Clusium Fossae   | Sd-05 PDF   |
| Romulus          | Sd-06 | 22° N - 22° S | 0° - 72° W    | Cràter Romulus   | Sd-06 PDF   |
| Lagus            | Sd-07 | 22° N - 22° S | 72 - 144° W   | Cràter Lagus     | Sd-07 PDF   |
| Mezentius        | Sd-08 | 22° N - 22° S | 144º - 216° W | Cràter Mezentius | Sd-08 PDF   |
| Padua Chasmata   | Sd-09 | 22° N - 22° S | 216º - 288° W | Padua Chasmata   | Sd-09 PDF   |
| Eurotas Chasmata | Sd-10 | 22° N - 22° S | 288º - 360° W | Eurotas Chasmata | Sd-10 PDF   |
| Dido             | Sd-11 | 21º - 66° S   | 0° - 90° W    | Cràter Dido      | Sd-11 PDF   |
| Evander          | Sd-12 | 21º - 66° S   | 90° - 180° W  | Cràter Evander   | Sd-12 PDF   |
| Sabinus          | Sd-13 | 21º - 66° S   | 180° - 270° W | Cràter Sabinus   | Sd-13 PDF   |
| Prytanis         | Sd-14 | 21º - 66° S   | 270° - 360° W | Cràter Prytanis  | Sd-14 PDF   |
| Aufidus Catena   | Sd-15 | 65º - 90° S   | 0° - 360° W   | Aufidus Catena   | Sd-15 PDF   |